# Mona Mörtlund
Mona Birgit Mörtlund, under en period Mörtlund Eklöv, född 24 juli 1957 i Kangos i Junosuando församling i Norrbottens län, är en svensk författare, poet och dramatiker.

## Biografi
Mörtlund, som ursprungligen är förskollärare, debuterade 1986 med Moron, moron, ostaks' poron, en samling tornedalska barnvisor, ramsor, sagor, lekar och gåtor på tornedalsfinska/meänkieli. Allt som allt har hon skrivit fem barn- och ungdomsböcker på meänkieli, samt en, Hjortronstället, på svenska. Hon har också gett ut tre diktsamlingar, Jag passerar Juhonpieti när rallarrosen blommar, Mörtlunds Mona-Mörtlundin Mona och Morgonnatt. Hon har även arbetat med radio och TV.
Som dramatiker debuterade hon 2001 med novellfilmen En strimma dag. Den följdes av ett flertal dramaserier för barn för Sveriges Television. 2005 satte Tornedalsteatern upp hennes första teaterpjäs, Regnblommorna är vackra i år/Vale tappaa sielun. Teatern gästspelade på Dramaten med pjäsen 2006, som en del av Puls på Sverige-projektet, ett samarbete mellan Dramaten och SVT i syfte att sprida nyskriven svensk dramatik. Det var första gången meänkieli användes på nationalscenen. Pjäsen visades också på tv 2007.
Mörtlund skriver också sångtexter och musik och var en av medlemmarna i sånggruppen Sisaret, som var en av de första musikgrupperna som sjöng på meänkieli. Hon arbetar även som översättare, främst för Sveriges Television. Bland annat har hon översatt August Strindbergs Ett drömspel till meänkieli (Uninäytelmä, Podium förlag, 2013).
Mona Mörtlund var sommarvärd 25 juni 1980. Hon är bosatt i Luleå.

## Verk
- 1986 Moron, moron, ostaks' poron med Monica Johansson
- 1991 Hanna hakkee hormia med Monica Johansson
- 1991 Hanna hakkee joukhaista med Monica Johansson
- 1993 Ellin leikkikaveri
- 1993 Elli lähtee pyhhiin pirthiin
- 1997 Hjortronstället
- 2001 Jag passerar Juhonpieti när rallarrosen blommar (diktsamling)
- 2004 Regi: Ulla Lyttkens (reportagebok)
- 2009 Mörtlunds Mona-Mörtlundin Mona
- 2010 Ohitan Juhonpietin maitohorsman kukkiessa. Finsk översättning av Jag passerar Juhonpieti när rallarrosen blommar  av Claire B. Kaustell och Anneli Mäkinen (Black Island Books)
- 2014 Morgonnatt (poesi)
- 2022 Vid fjärden  (poesi)

Dramatik för scen, film och tv:
- 2001 En strimma dag, novellfilm, Moviemakers Nord i samarbete med Filmpool Nord och SVT Luleå
- 2002 Voi rievatun knappi, dramaserie för barn, tre avsnitt, SVT
- 2003 Voi rievatun skuutteri, drama för barn, SVT
- 2003 Voi rievatun kläpit, drama för barn, SVT
- 2003 Voi rievatun sääsket, drama för barn, SVT
- 2004 Minna Manalainen, dramaserie för barn, tre avsnitt, SVT
- 2005 Linus ja muffa, dramaserie för barn, två avsnitt, SVT
- 2005 Regnblommorna är vackra i år/Vale tappaa sielun, Tornedalsteatern
- 2006 Linus ja muffa, dramaserie för barn, tre avsnitt, SVT
- 2007 Lydias längtan, Tornedalsteatern
- 2009 Mie halvan kotia, novellfilm, Tornedalen Media AB, i samarbete med Filmpool Nord
- 2012 När vinterns stjärnor lyser här (med Ninna Tersman), Norrbottensteatern, Tornedalsteatern, Giron sámi teáhter

Produktioner för Sveriges Radio, bland annat:
- 2000 Borta bra, Pajala bäst, dokumentär
- 2003 Männen vid älven, dokumentär
- 2005 Hoppas det blir en pojke, dokumentär
- 2007 Vid dagens slut, betraktelser

Produktioner för Sveriges Television:
- 2005 Om konstnären Lena Ylipää, till tornedalsmagasinet Kexi
- 2006 Om popbandet Laakso, till tornedalsmagasinet Kexi
- 2007 Om prästen Monika Metsävainio, till tornedalsmagasinet Kexi